# اون زندگی منه
این زندگی من است (به ترکی استانبولی: O Hayat Benim) مجموعهٔ تلویزیونی در ژانر درام ساخت ترکیه است که از سال ۲۰۱۴ تا ۲۰۱۷ از شبکهٔ فاکس ترکیه پخش شد.

## خلاصۀ داستان
بهار، دختری ساده و جوان هست که در یک خانوادهٔ نسبتاً فقیر در استانبول زندگی می‌کند. او به‌خاطر مشکلات اقتصادی مجبور به ترک تحصیل می‌شود و برای کمک به خانواده در یک فروشگاه کیک مشغول به کار می‌شود. بهار یک دختر باملاحضه، مثبت‌اندیش و سخت‌کوش است، در حالی‌که ویژگی‌های خواهرش، افسون، کاملاً برعکس بهار می‌باشد.
با اینکه بهار در چنین خانواده‌ای بزرگ شده‌است، وی دختر واقعی این خانه نیست. در واقع، بهار دختر یک مرد تاجر بسیار ثروتمند هست.
سال‌ها پیش، پدرکلان واقعی بهار با ازدواج دخترش با مردی بنام مهمر ایمر، پدر واقعی بهار، مخالف بود. او خبر باردار بودن دخترش را از مهمر مخفی نگه می‌دارد. و خانوادهٔ خدمتکار خانه بهار را بزرگ می‌کنند.

## پخش بین‌المللی
| کشور            | شبکه            | عنوان محلی            | شروع پخش       | زمان پخش                     |
| --------------- | --------------- | --------------------- | -------------- | ---------------------------- |
| افغانستان       | طلوع            | بهار                  | ۵ می ۲۰۱۶      | شنبه تا پنج شنبه ساعت ۲۰:۰۰  |
| بلغارستان       | Diema Family    | Моят живот (زندگی من) | ۱ نوامبر۲۰۱۶   | دوشنبه تا جمعه ساعت 22:30    |
| یونان           | ستاره کانال     | بهار                  | ۴ ژوئیه ۲۰۱۶   | دوشنبه تا جمعه در ساعت ۱۴:۲۰ |
| رومانی          | Kanal D Romania | Bahar: Viata furata   | ۴ ژانویه ۲۰۱۶  | شنبه تا جمعه در ساعت ۲۰:۰۰   |
| صربستان         | RTV صورتی       | بهار                  | ۲۵ ژانویه۲۰۱۶  | دوشنبه تا جمعه ساعت ۱۷:۰۰    |
| بوسنی و هرزگوین | صورتی BH        | بهار                  | ۲۵ ژانویه ۲۰۱۶ | یکشنبه تا جمعه در ساعت ۲۱:۰۰ |
| کردستان عراق    | Kurdmax TV      | ئه‌و ژیانه هی منه      | ژانویه۲۰۱۶     | شنبه تا پنشجنبه ساعت ۲۰:۳۰   |